# Alzate (cognome)
Alzate è un cognome di lingua italiana.

## Varianti
Alziati.

## Origine e diffusione
Cognome tipicamente lombardo, è presente prevalentemente nel milanese.
Potrebbe derivare dal toponimo Alzate Brianza.